# Škrilje, Ig
Škrilje je naselje v Občini Ig.